# Буданов, Абрам Ефремович
Абрам Ефремович Буданов (иногда, Авраам; 1886—1929) — анархо-махновец, участник махновского движения на Донбассе. Бессменный член Реввоенсовета РПАУ.

## Жизнеописание
Родился в 1882 году в селе Старый Крым Мариупольского уезда, здесь же получил образование четыре класса.
Присоединился к анархистам-коммунистам в 1905 году, участник революции 1905—1907 годов в Луганске. В 1917—1918 годах занимался организацией анархо-синдикалистских профсоюзов среди шахтеров Донбасса, затем участвовал в подпольной борьбе против Украинского государства гетмана Павла Скоропадского.
Весной 1919 года присоединился к махновскому движению. В августе 1919 года организовал и возглавил анархо-махновское восстание в частях красной 58-й дивизии. 1 сентября 1919 года Абрам был выбран в революционный военный совет армии РПАУ в селе Добровеличковке.
В РПАУ командовал Первой Донской бригадой, которая впоследствии была преобразована в корпус (1919), руководил партизанской борьбой в Харьковской и Донецкой губерниях (1920), был членом совета революционных повстанцев Украины.
Вечером 23 февраля 1920 года приехал вместе с махновцами в Гавриловку. Буданов созвал митинг в селе и собственноручно расклеивал листовки. в Конце марта 17—18 числа в селе Б. Янисоль вел политическую и пропагандистскую работу. В Александровке в культурно-просветительный отдел 29 мая избрали Буданова, назначив его главой отдела.
29 сентября 1920 года образована Дипломатическая комиссия Совета РПАУ, которая отправилась в Харьков для поддержки связи с советским правительством; членом дипмиссии был избран Буданов.
Он был арестован при разрыве военно-политического соглашения с российско-большевистской властью 26 ноября 1920 года, но летом 1921 года он сбежал из рязанской тюрьмы и вернулся, возглавлял повстанческое движение, пока оно не было разбито в 1922 году на Донбассе.
К концу 1928 года организовал подпольную анархическую группу под Мариуполем, раскрытую ГПУ УССР в ноябре 1928 года. Был арестован и расстрелян.
В 1995 году посмертно был реабилитирован.